# Küchenrolle

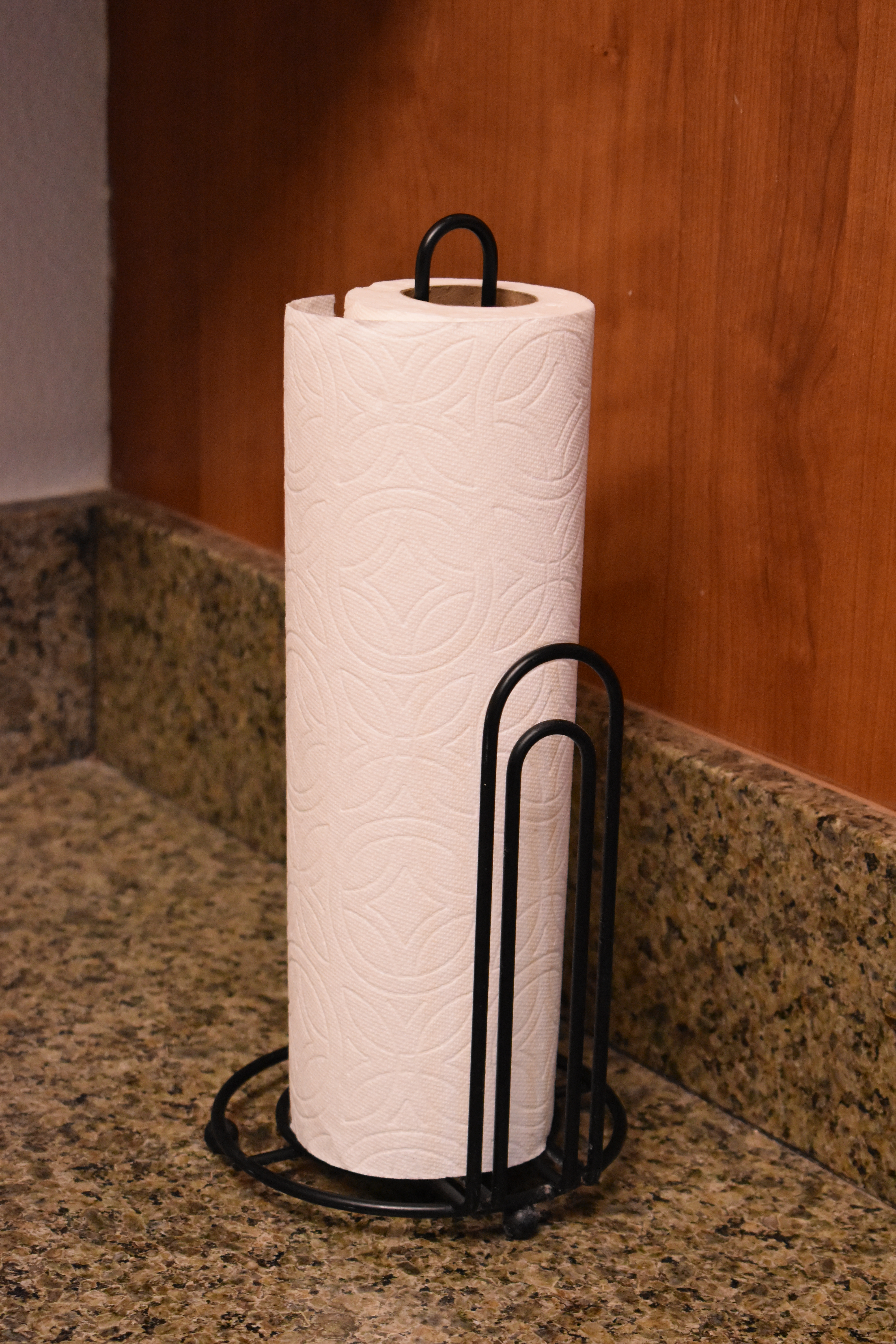
Küchenrolle auf Ständer

Die Küchenrolle (auch Küchenpapier, Küchenkrepp oder Haushaltspapier) bezeichnet ein spezielles saugfähiges Papier, das vorperforiert ist und auf Papprollen aufgerollt verkauft wird. Es wird vor allem zum Trocknen von Oberflächen in Küche und Haushalt, zum Entfetten von Frittiergut, Abtrocknen von Fleisch und zum Entfernen von Schmutz oder Flüssigkeiten benutzt.

## Umweltschädlichkeit
Küchenrollen sind zum einmaligen Gebrauch bestimmt und zählen somit zu den aus Papier angebotenen Einwegprodukten. 
Das Umweltbundesamt rät zu Recyclingprodukten, also zu Küchenrollen aus Recyclingpapier.
Die korrekte Entsorgung gebrauchter Küchentücher (und Kosmetiktücher) erfolgt über den Restmüll (nicht über die Kanalisation, denn sie können die Klärwerkpumpen verstopfen, und nicht über die Biotonne).